# 基斯拉旺区
33°58′11″N 35°36′56″E / 33.96972°N 35.61556°E

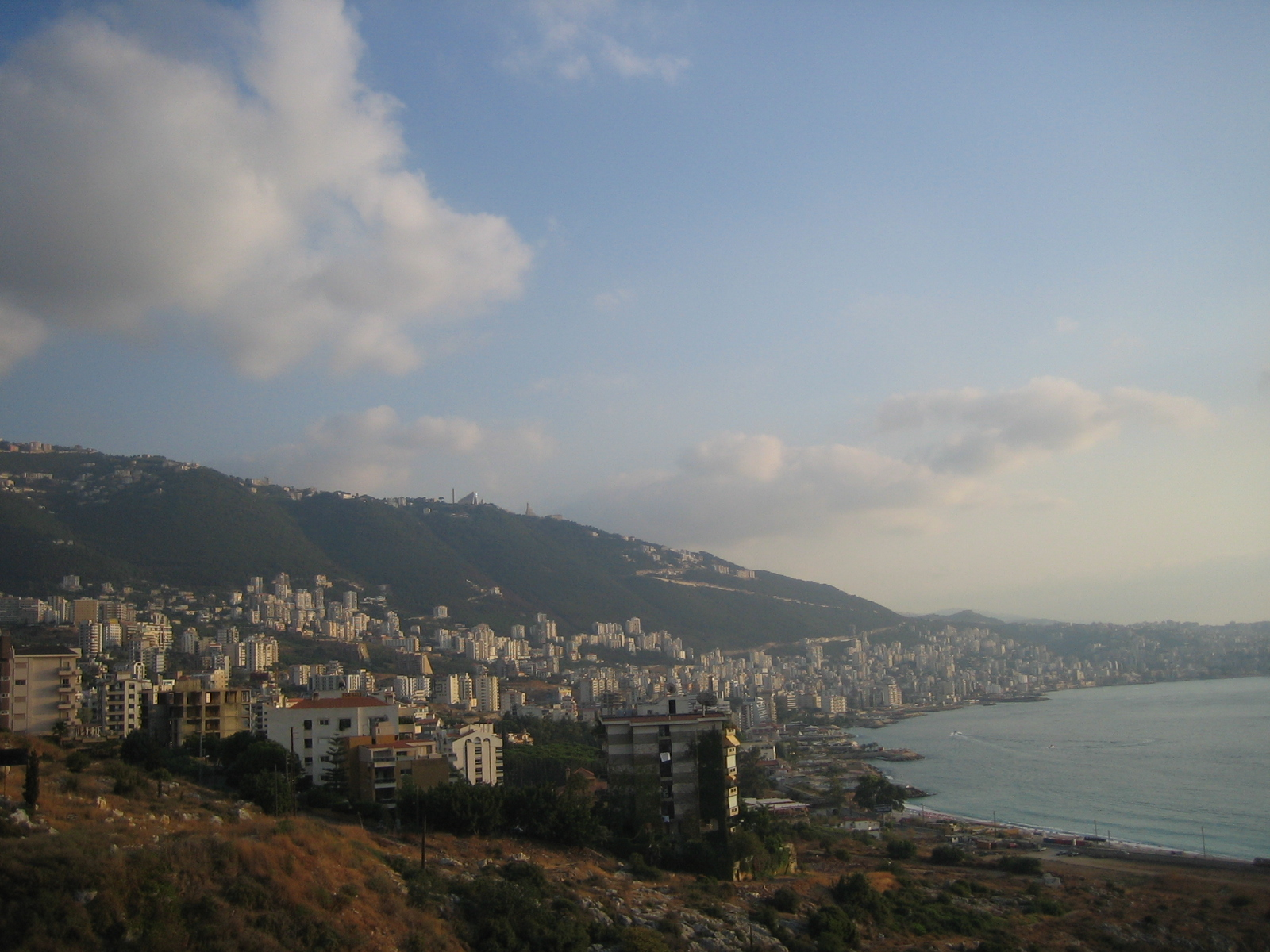

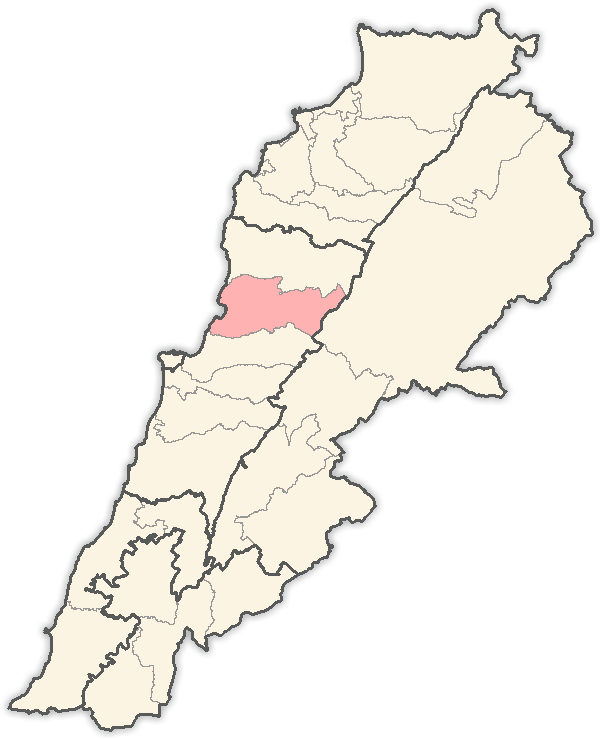

基斯拉旺區（阿拉伯语：‎），是黎巴嫩基斯拉旺-朱拜勒省的區份，位於該國西部，首府朱尼耶，面積336平方公里，2008年人口123,600，人口密度每平方公里368人。